# Marijan Čabraja
Marijan Čabraja (Pula, 25. veljače 1997.) hrvatski je nogometaš koji igra na poziciji lijevog beka. Trenutačno igra za Goricu.

## Klupska karijera

### GNK Dinamo Zagreb II
Dana 10. rujna 2010. godine prešao je u Dinamo Zagreb iz Jadran Poreča. Za Dinamo Zagreb II debitirao je 7. listopada 2015. u utakmici 2. HNL protiv Sesveta koju su Sesvete dobile 1:0.

### Gorica
Dana 1. kolovoza 2018. godine prešao je u Goricu bez odštete. Za Goricu je debitirao deset dana kasnije u utakmici 1. HNL protiv Inter Zaprešića koju je Gorica izgubila 3:2. Svoj prvi gol za Goricu postigao je 14. prosinca 2018. u ligaškoj utakmici protiv Lokomotive (2:2). U Hrvatskom nogometnom kupu debitirao je 30. listopada 2019. kada je Gorica pobijedila Hajduk Split 2:1.

### Dinamo Zagreb
Dana 1. veljače 2021. prešao je u Dinamo Zagreb za nepoznati iznos, no poznato je da je to tada bio drugi najveći izlazni transfer u povijesti Gorice (tada je najveći izlazni tansfer bio transfer Iyayija Atiemwena, također u Dinamo). Za Dinamo je debitirao šest dana kasnije u utakmici 1. HNL protiv Istre 1961 koju je Dinamo pobijedio s minmalnih 1:0. U kupu je debitirao 3. ožujka u utakmici četvrtfinala protiv Slaven Belupa koji je poražen 2:0.

### Ferencváros (posudba)
Čabaraju je Dinamo 29. srpnja 2021. posudio Ferencvárosu. Za Ferencváros je debitirao 16. rujna u utakmici UEFA Europske lige u kojoj je Bayer Leverkusen pobijedio Ferencváros rezultatom 2:1. Svoj kupski debi ostvario je tri dana kasnije protiv Hatvana koji je poražen s visokih 0:9. U ligi je debitirao 16. listopada kada je Ferencváros izgubio rezultatom 1:2 od ZTE-a. S posudbe se vratio u veljači 2022.

### Olimpija Ljubljana (posudba)
Dana 15. veljače 2022. Dinamo je posudio Čabraju Olimpiji Ljubljani. Debitirao je pet dana kasnije u ligaškoj utakmici u kojoj je Tabor Sežana poražena 1:2.

### Hibernian
Dana 13. srpnja 2022. Čabraja je prešao iz Dinama u Hibernian bez odštete uz 40 % iznosa sljedećeg transfera. Za Hibernian je debitirao 30. srpnja u utakmici škotskog Premiershipa u kojoj je St Johnstone poražen s minimalnih 0:1.

### Rijeka
Čabraja je 14. lipnja 2023. potpisao za Rijeku. Za Rijeku je debitirao 30. srpnja u ligaškoj utakmici protiv splitskog Hajduka od kojeg je izgubila 1:0. S Rijekom je raskinuo ugovor 7. veljače 2025.

### Povratak u Goricu
S Goricom je kao slobodan igrač potpisao ugovor 10. srpnja 2025.

## Reprezentativna karijera
Čabraja je nastupao za Hrvatsku do 14, 15, 16, 17, 18, 19 i 21 godine. Na Europskom prvenstvu do 19 godina održanog u Njemačkoj 2016. godine odigrao je utakmice grupne faze protiv Nizozemske koju je Hrvatska izgubila 3:1 te protiv Francuske koju je Hrvatska izgubila 2:0. Na Europskom prvenstvu do 21 godine održanog u Italiji i San Marinu 2019. godine odigrao je utakmicu grupne faze protiv Engleske koja je završila 3:3.

## Priznanja

### Klupska
Dinamo Zagreb
- 1. HNL (1): 2020./21.
- Hrvatski nogometni kup (1): 2020./21.
- Hrvatski nogometni superkup (1): 2022.

Rijeka
- HNL (1): 2024./25.
- Hrvatski nogometni kup (1): 2024./25.

## Vanjske poveznice
- Marijan Čabraja, Hrvatski nogometni savez
- Marijan Čabraja, Soccerway (engl.)
- Marijan Čabraja, Transfermarkt (engl.)